# Rue de Chanterac
La rue de Chanterac est une voie marseillaise située dans les 2e et 3e arrondissement de Marseille. 

## Situation et accès
Elle va de l'avenue Roger-Salengro au quai d'Arenc.
Cette rue comporte deux sections à sens unique, une entre le boulevard de Paris et l’avenue Roger Salengro qui abrite de nouveaux bâtiments du quartier Euroméditerranée et une autre de l’autre sens entre la sortie du tunnel de la Major et le quai d’Arenc en face de la porte 2 du grand port maritime de Marseille. La rue comporte une courte section à double sens qui passe sur les voies de tramway et sous le viaduc de l’autoroute A55.

## Origine du nom
Elle est baptisée en hommage à l'ancien maire de Marseille Bonaventure de La Cropte de Chantérac (1806-1883).

## Bâtiments remarquables et lieux de mémoire
- La gare d'Arenc-Euroméditerranée desservie par le
- Le complexe de cinémas Pathé La Joliette